# Kolegium Licencjackie w Radomiu
Kolegium Licencjackie w Radomiu – zamiejscowy ośrodek dydaktyczny Uniwersytetu Marii Curie-Skłodowskiej istniejący w latach 2001–2014. Funkcjonowały w nim dwa wydziały, które prowadziły studia pierwszego stopnia.

## Historia
Kolegium zostało powołane uchwałą Senatu UMCS z dnia 25 kwietnia 2001 r. Na potrzeby Kolegium Zarząd Miasta Radomia przekazał działkę wraz z budynkami przy ul. Przytyckiej. 30 września 2002 r. została podpisana umowa użyczenia nieruchomości na okres 30 lat. 25 maja 2005 r. Senat UMCS postanowił o nadaniu Kolegium Licencjackiemu statusu zamiejscowego ośrodka dydaktycznego. Zgodnie z zarządzeniem rektora UMCS z 7 kwietnia 2014 r. ośrodek został zlikwidowany wraz z dniem 30 września 2014 r.

## Kierunki studiów

### Wydział Humanistyczny
- Historia (I stopnia)
  - specjalność nauczycielska: historia z wiedzą o społeczeństwie
  - specjalność zarządzanie dziedzictwem narodowym i kulturą historyczną
- Filologia polska (I stopnia)
  - specjalność redaktorsko-medialna
- Kulturoznawstwo

### Wydział Filozofii i Socjologii
- Socjologia (I stopnia)